# Bernd Schwering
Bernd Schwering (* 7. Juni 1945 in Lüdinghausen, Westfalen; † 8. September 2019 in Nastätten) war ein deutscher Maler und Grafiker.

## Werdegang
Bernd Schwering studierte von 1965 bis 1969 an der Folkwangschule Essen freie und angewandte Grafik. Danach wechselte er an die Hochschule für bildende Künste Hamburg und studierte 1969 bis 1972 Malerei bei Rudolf Hausner. Er ist seit 1977 Mitglied des Deutschen Künstlerbundes und erhielt von 1982 bis 1989 einen Lehrauftrag für Malerei an der Johannes Gutenberg-Universität Mainz. Mit den seit 1970 entstehenden Landschaften gehört er zu den Malern, über deren Gemälde und Grafiken die Naturdarstellung in die Kunst zurückkehrt. Bernd Schwering war Mitglied im Deutschen Künstlerbund. Er lebte und arbeitete in Wiesbaden, bevor er in ein Haus mit Atelier in Ebertshausen (Rhein-Lahn-Kreis ) umzog.

## Werk
Das Werk des Künstlers besteht aus Gemälden, die er mit Acrylfarbe auf Leinwand ausführte. Für seine naturalistische Darstellung bediente er sich – außer bei der Anlage des Untergrundes mit einer Spritzpistole – keiner technischer Hilfsmittel. Die Farbe trug er nicht „feinmalerisch“, sondern in einer „pointillistischen“ Weise auf. Seine Motive wirken nicht nur auf einen größeren Betrachtungsabstand realistisch, sondern der naturalistische Ansatz bleibt auch bei kurzem Blickabstand erhalten. Vor der Ausführung von großen Gemälden führte er – zur Kontrolle der Bildwirkung – verkleinerte Motive als ausgearbeitete Skizzen aus. Seit Mitte der 1980er Jahre malte er kleine Bildformate auch in Acryl auf Karton. Daneben sind in den 1970er bis 1990er Jahren Siebdrucke entstanden, die ebenfalls „pointilistisch“ angelegt waren und die mit bis zu 50 verschiedenfarbigen Bildschichten gedruckt wurden.

## Motive
Schwering war ein zeitgenössischer Landschaftsmaler. Seine zwischen 1970 und 1972 entstandenen Motive zeigen den Blick auf Wolken, Bäume, Hausfassaden, jeweils gestört durch Lamellen, die den jeweiligen Landschaftsausschnitt segmentieren. Während die „Eingriffe“ hier noch als gegenständliche Phänomene erkennbar sind, werden sie ab 1972 bei den „Vorbeifahrlandschaften“ in die Umstände der Wahrnehmung verlagert: Bei 120 km/h aus dem Zugfenster gesehen, erscheinen Vorder- und Mittelgrund, wie die Abbildungen im ersten Katalog Bernd Schwerings zeigen (siehe Literatur) unscharf, während der Bildmittelpunkt unbewegt bleibt; ein Phänomen, das bereits den Maler Maurice de Vlaminck, einen vormaligen Radrennfahrer, inspirierte.
Seit 1975 malte Schwering Agrarlandschaften und urbane Situationen wie Straßenränder und Baustellen (u. a. die 6-teilige Serie „Jeder Tag“, 1977/78) und „Frankfurt I“ (1988). Die Auseinandersetzung mit atmosphärischen Veränderungen, registriert bei Regen, Nebel, verhangenem Himmel oder Dunkelheit, führte zu einer Reihe weiterer suggestiver Bilder („Die Tage des Jahres“, 1981/82). Ab 1980 kommen in Gemälden, wie „Parkplatz“ oder „Kiesgrube“ Miniatur-Biotope ins Bild, kleine Areale in der Regel, oft eingezwängt zwischen Nutzflächen, die man in der Realität wegen scheinbarer Reizlosigkeit kaum wahrnimmt.
Mit diesen Natur-Stücken, das ist dem zweiten Katalog über Arbeiten zwischen 1977 und 1991 zu entnehmen, kündigten sich Motive an, die ab 1987 über 15 Jahre hinweg wichtigster Bildgegenstand waren: Uferzonen, vom Künstler als Natur-Theater inszeniert, in denen Steine, Wasser und Licht – reale Gegebenheiten und zugleich Ur-Metaphern – humane Grundbefindlichkeiten verkörpern. An ein Natur-Theater erinnern die Landschaften „Elba“ (1987), „Leise bewegt“ (1987), „Strand“ (1988) oder „Kolimbitris“ (2005). Das 2005 beendete Gemälde „Alsumer Berg“ (170 × 240 cm) zeigt ein riesiges Industriegebiet im Norden Duisburgs (mit Kläranlage im Vordergrund), das im Licht morgendlicher Juni-Sonne, eine unerwartete, jenseits aller Klischees liegende strahlende Schönheit zu entfalten vermag. Anschließend wendete er sich auch kleinformatigen Stillleben zu.

## Sonderausstellungen
- 1971 Künstler unter 35 Jahren, Kunsthalle Bremen
- 1974 Studio Jaeschke, Bochum
- 1988 Wagnis oder Spekulation?, Badischer Kunstverein
- 1991 Städtische Galerie im Park Viersen; Stadtmuseum Oldenburg
- 1992 Städtisches Museum Göttingen; Emslandmuseum Schloss Clemenswerth, Lingen
- 2003 Streitkirche, Kronberg im Taunus
- 2006 Stillleben, Städtische Galerie im Park Viersen
- 2009 Betrachtung und Bewegung, Stadtgalerie Bad Soden am Taunus
- 2010 Realismus – Das Abenteuer der Wirklichkeit, Kunsthalle Emden; auch: Kunsthalle der Hypo-Kulturstiftung, Kunsthal Rotterdam
- 2013 Leuchtende Steine, Museum Kloster Kamp, Kamp-Lintfort
- 2017/18 Bernd Schwering. Leuchtende Steine. Ein Maler an den Orten der Zisterzienser, LVR-Landesmuseum Bonn

## Werke in öffentlichen Sammlungen
- Nationalmuseum Krakau
- Museen Böttcherstraße, Bremen
- Landesmuseum Schloss Gottorf, Schleswig
- Städtische Sammlung Göttingen; Sammlung der Universität Göttingen
- Grafische Sammlung der Veste Coburg
- Kunstsammlung der Bundesrepublik Deutschland, Bonn
- Museum der Stadt Rüsselsheim am Main
- Stadtmuseum, Oldenburg
- Stadtgalerie, Kiel
- Rathaus der Stadt Wiesbaden

## Editionen
- Nassauischer Kunstverein, Wiesbaden: Wege, Siebdruck in 18 Farben, Auflage 50